# Otumba de Gómez Farías
Otumba de Gómez Farías (kurz Otumba) ist eine Kleinstadt mit knapp 10.000 Einwohnern im etwa 40.000 Einwohner zählenden Municipio Otumba im Bundesstaat México im zentralen Hochland Mexikos. Ihren Beinamen erhielt die Stadt im 19. Jahrhundert zu Ehren des mexikanischen Politikers und mehrmaligem Interimspräsidenten Valentín Gómez Farías (1781–1858).

## Lage und Klima
Die Kleinstadt Otumba liegt nur wenige Kilometer nördlich des Nationalparks Iztaccíhuatl-Popocatépetl etwa 60 km (Fahrtstrecke) nordöstlich von Mexiko-Stadt in einer Höhe von ca. 2360 m. Das Klima ist meist warm und trocken; Regen (ca. 850 mm/Jahr) fällt ganz überwiegend im Sommerhalbjahr.

## Bevölkerung
| Jahr      | 2000 | 2020 |
| Einwohner | 8731 | 9925 |

Die meisten Einwohner der Kleinstadt sind indianischer Abstammung; auch der Anteil von Mestizen ist relativ hoch. Nur noch ein kleiner Teil der Einwohner der Gemeinde spricht den regionalen Nahuatl-Dialekt; Umgangssprache ist meist Spanisch.

## Wirtschaft
In den verstreut liegenden Dörfern des Municipios wurde bis weit ins Jahrhundert hinein hauptsächlich zum Zweck der Selbstversorgung produziert; auf den Feldern werden Mais, Bohnen, Gemüse und Agaven zur Herstellung von Pulque angebaut. Daneben gibt es ausgedehnte Weideflächen, denn Otumba war während der Kolonialzeit ein wichtiger Viehmarkt.

## Geschichte
Der Ort war bereits in vorspanischer Zeit von Stammesangehörigen der Otomí besiedelt und wurde um 1450 von den Azteken erobert. Zwischen spanischen Konquistadoren unter der Führung von Hernán Cortés und den Azteken unter der Führung von Cihuacóatl Matlatzincatzin fand am 7. Juni 1520 in der Nähe der Siedlung die für die Spanier siegreiche Schlacht von Otumba statt (siehe Spanische Eroberung Mexikos). In der Kolonialzeit war Otumba ein wichtiger Ratplatz auf dem Weg von Mexiko-Stadt nach Puebla bzw. dem Hafen von Veracruz. Im Jahr 1827 rief Präsident Guadalupe Victoria (1786–1843) in Otumba den „Montaño Plan“ aus, der die Zerschlagung von Geheimgesellschaften, darunter auch den Freimaurern, zum Ziel hatte; im Jahr 1837 wurde hier Nicolás Bravo (1786–1854) zum mexikanischen Präsidenten ausgerufen. Die Ernennung zur Stadt (ciudad) erfolgte 1861. Im Jahr 1915, also während der mexikanischen Revolution (ca. 1910–1920), trafen sich im Bahnhofsgebäude von Otumba der General Rodolfo Fierro und sein „Chef“ (jefe), der charismatische Revolutionsführer Pancho Villa.

## Sehenswürdigkeiten
- Ältestes Bauwerk der Stadt ist die in den 1530er Jahren auf einer Plattform aus vorspanischer Zeit vom Franziskanerorden errichtete Missionskirche der Unbefleckten Empfängnis Mariens (Purísima Concepción). Der obere Teil des von mehreren Säulen flankierten Portals wird von einem Alfiz gerahmt. Ursprünglich hatte die Kirche nur einen Glockengiebel (espadaña); der Glockenturm (campanario) sowie das kleine Giebelfeld in der Mitte sind spätere Zutaten. Rechts der Kirche befindet sich eine zum Vorplatz hin offene fünfbogige Capilla abierta.
- Das Rathaus (palacio municipal) ist trotz seines kolonialzeitlichen Erscheinungsbildes eine Schöpfung des frühen 20. Jahrhunderts. Das durch Treppen leicht erhöhte Erdgeschoss ist durch neun Segmentbogen-Arkaden zur Straße hin geöffnet; im Obergeschoss finden sich ebenso viele Balkonarkaden.
- Das Museo Gonzalo Carrasco wurde im repräsentativen Geburtshaus des späteren Jesuitenpriesters und Kunstmalers Gonzalo Carrasco Espinosa (1859–1936) installiert. Es präsentiert Bilder und Möbel etc. des Malers, dient auch als Stadtmuseum.[2]
- Die Casa de los Virreyes ist ein herrschaftliches Gebäude aus der Kolonialzeit.[3]
- Das Museo del Ferrocarril gewährt Einblicke in die Eisenbahngeschichte Mexikos.

Umgebung
- Das etwa 20 km nordöstlich der Kleinstadt gelegene und im 16. Jahrhundert erbaute Aquädukt des Padre Tembleque versorgte einst den Ort mit Trinkwasser.

## Fest
Die alljährlich am 1. Mai stattfindende Feria del Burro („Fest oder Kirmes des Esels“) wurde erst im Jahr 1965 ins Leben gerufen. Sie dient der Erinnerung an den lange Zeit durch Otumba führenden und nur mit Eseln oder mit stämmigeren Maultieren zu bewerkstelligenden Weg zur Golfküste mit dem Hafen Veracruz. 